# 埃弗丁
埃弗丁（德語：Eferding，德語發音：[ˈeːfɐdɪŋ] ⓘ）是奥地利上奥地利州埃弗丁县的一个市镇。总面积2.81平方公里，总人口3768人，人口密度1340.9人/平方公里（2011年）。